# Revierpark

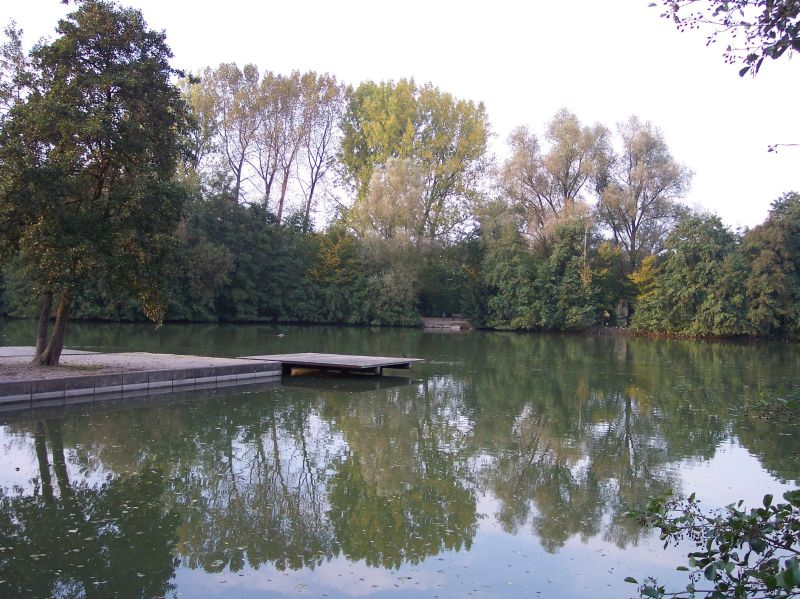
See im Revierpark Wischlingen

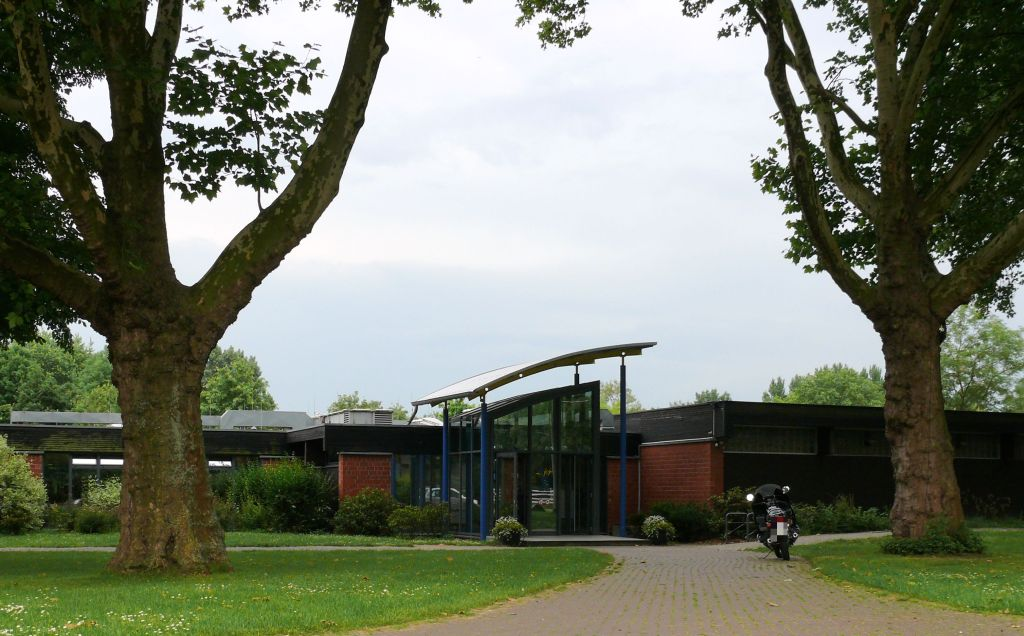
Schwimmbad im Revierpark Nienhausen

Ein Revierpark ist eine Park- oder Freizeitlandschaft im Ruhrgebiet.

## Geschichte
Das Konzept der Revierparks geht auf Ideen aus der Zeit der Gründung des Siedlungsverbands Ruhrkohlenbezirk (SVR) im Jahre 1920 zurück. Realisiert wurden sie in den 1970er Jahren, um den Freizeitwert im industriell geprägten Ruhrgebiet zu erhöhen. Neben weitläufigen Grünanlagen finden sich in den Revierparks vielfältige Sportanlagen.
Die Parks knüpfen an die Volksparkidee der 1920er Jahre an. Der Auslobungstext zum Revierpark Vonderort erläuterte: „Die Revierparks sollen die vielfältigsten Einrichtungen für die verschiedenartigsten Bevölkerungsgruppen und Altersgruppen enthalten. Hierzu gehören beispielsweise Wasserspielplätze, Kinderautobahnen, Pferdekoppeln, Hobby-Tankstellen mit Reparatur- und Autowaschplätzen für die Parkbesucher. Ein Parkbesuch soll nicht daran scheitern, dass ein Mitglied einer Familie Autoreparaturen oder Autowäsche betreiben will.“
Damit Bochum nicht ohne einen Revierpark blieb, war auch das Gelände des heutigen Naturschutzgebietes Tippelsberg-Berger Mühle zur Nutzung als Revierpark vorgesehen. Doch dem widersetzten sich Naturschützer und erreichten 1989 schließlich die Unterschutzstellung der Flächen.

## Die Revierparks von Ost nach West
Als Revierparks wurden realisiert:
- Revierpark Wischlingen, Dortmund (1976)
- Gysenbergpark, Herne (1970)
- Revierpark Nienhausen, Gelsenkirchen/Essen (1972)
- Revierpark Vonderort, Oberhausen/Bottrop (1974)
- Revierpark Mattlerbusch, Duisburg (1979)

Alle Revierparks wurden im Rahmen der Internationalen Bauausstellung Emscher Park durch ein Radwegenetz miteinander verknüpft und bilden eine Basis des Emscher Landschaftsparks.